# Ribota de Sajambre
Ribota de Sajambre  (en asturleonés, Ribota Sayambre) es una localidad del municipio de Oseja de Sajambre, en el extremo noreste de la provincia de León.

## Introducción
El vecindario se divide en dos barrios, el barrio de Abajo y el barrio de Arriba (o Cimavilla). En el barrio de Abajo, por el que cruza el recién nacido río Sella, se concentran los edificios públicos de la localidad: la escuela construida en 1923 y la moderna iglesia parroquial dedicada a San Juan Bautista, junto a la cual se conservan las ruinas del antiguo templo y el viejo cementerio que la acompañaba. También cabe destacar un molino situado junto al río Igüeyo, pocos metros antes de su unión con el Sella, ya en desuso, así como distintos hórreos y dos lavaderos tradicionales situados en cada uno de los dos barrios del lugar.
Otro de los enclaves destacables de Ribota son las ruinas de la ermita de San Pedro de Orzales (ss. XIII-XV), situadas en un llano rodeado de bosque frente al Salto de San Pedro, una cascada originada por el río del mismo nombre, con una caída vertical de 80 metros que la convierte en la más alta de Castilla y León.
Al igual que el resto de los pueblos del municipio, Ribota forma parte del Parque Nacional de Picos de Europa. 
La localidad está comunicada por el norte con el Principado de Asturias, perteneciendo a su término una parte del Desfiladero de Los Beyos, impresionante y angosta garganta erosionada por el río Sella y atravesada por una carretera zigzagueante flanqueada por elevadas paredes rocosas de piedra caliza y marcada verticalidad. La salida de Sajambre por el sur se efectúa por el Puerto del Pontón para desembocar en el concejo de Burón y la comarca de Riaño.
Ribota está rodeada por completo de naturaleza y destaca de entre todas las montañas circundantes la inmensa mole de piedra caliza de Niajo, con una altitud de 1739m, frente a los 500m de altitud del pueblo en su parte más baja.

## Evolución demográfica
| 2000 | 2001 | 2002 | 2003 | 2004 | 2005 | 2006 | 2007 | 2008 | 2009 | 2010 | 2022 |
| 36   | 36   | 34   | 34   | 33   | 29   | 29   | 28   | 29   | 28   | 28   | 24   |

## Gentilicio
No existe un gentilicio específico, el genérico es el mismo que el que define a los habitantes del valle de Sajambre: sajambriego. Entre los pueblos se utiliza el epíteto despectivo de sarriegos.

## Patrimonio Histórico
Ruinas de la ermita de San Pedro de Orzales (siglo XV).
Ruinas de la antigua iglesia parroquial de San Juan Bautista. 